# Костянтин-Генрі Андрусишин
Костянти́н-Ге́нрі Андруси́шин (*19 червня 1907, Вінніпег, Манітоба — †13 травня 1983, Саскатун, Саскачеван) — канадський славіст, лексикограф, літературознавець, журналіст перекладач українського походження; доктор філософії, фахівець з історії французької та української літератури, професор Саскачеванського університету (організував кафедру української мови), член Королівського товариства Канади та НТШ.

## Біографічні відомості

### Дитинство, школи, університети
Костянтин-Генрі Андрусишин, син емігрантів з Калуського повіту: Михайла Андрусишина та Францішки Рудої, вихідців із сіл Мединя і Войнилів, відповідно, — народився у Вінніпезі як перший із п'яти дітей. Відвідував у Вінніпезі приватну греко-католицьку Школу св. Миколая (нині: Школа Непорочного Серця Марії), якою тоді провадили українські сестри-монахині при новоствореній у Канаді василіянській Парафії св. о. Миколая. У 1920 році вступив у Школу Прованше (фр. L'École Provencher) в Сен-Боніфас під управою братів-маріяністів, у котрій завершив середню освіту в 1924. В учнівських роках скористався нагодою займатися музикою: приватно відвідував лекції співу та гри на скрипці; вдодатку, будучи сам середньошкільником, навчав українській мові дітей іммігрантів при товаристві «Просвіта».
Завершивши у 1940 вищу освіту в Торонтському університеті докторатом із романських мов, у роках (1941—4) д-р Андрусишин
редагував у Вінніпезі часопис «Український голос (Вінніпеґ)» . Відтак, після інтенсивних курсів слов'янської філології та російської мови й літератури у Гарвардському університеті, очолив за допомогою професора Дж. Сімпсона кафедру славістичних студій у Саскачеванському університеті в Саскатуні (по 1975).

### Професор-славіст
У 1945 році молодого д-ра Андрусишина, першого славіста-канадця, назначено професором з відповідальністю за встановлення та розвиток кафедри славістичних студій у Саскачеванському університеті: за нього вперше впроваджено курси української мови та літератури — досі українська мова не викладалася у славістичному відділі жодного канадського університету. 1950 року сенат того ж університету визнав науковий рівень славістики, поставивши українську мову на одному ж рівні з мовами німецькою та французькою, що й піднесло і престиж Саскачеванського університету, і саму повагу до молодого академіка в очах північноамериканських колег-славістів. Серед заслуг д-ра Андрусишина перед україноканадською громадськістю в Саскачевані — підвищення її самосвідомості й заниження почуття неповноцінності україноканадців серед англомовних громадян-саскачеванців.
Активно виступав за впровадження української мови у державних середніх школах і вищих навчальних закладах провінції Саскачеван (був членом її провінційного комітету). Саме в Саскачеванському університеті вперше в Канаді було введено курс українознавства. Подібні програми й нині діють у багатьох канадських вищих навчальних закладах. З 1945 р. він викладав українську мову і літературу, з 1950 р. — протягом двадцяти п'яти років — очолював відділ славістики Саскачеванського університету, був його професором.

### Творчість
Переклав англійською мовою твори І. Франка, В. Стефаника, М. Коцюбинського, М. Хвильового, М. Черемшини, редактор перекладу і видання Кобзаря Т. Шевченка.
Завдяки перекладам К. Андрусишина англомовні читачі змогли ознайомитися з творами Т. Шевченка, І. Франка, В. Стефаника, М. Коцюбинського, М. Хвильового, М. Черемшини та інших видатних українських письменників і поетів. Він є автором численних статей, укладачем «Великого українсько-англійського словника» (1955, у співавторстві), упорядкував англомовну антологію «Українські поети» (1963), у якій зібрано переклади кількох десятків українських митців, зокрема народжених у Канаді, а також перше англомовне видання Шевченкових поезій «Поетичні твори Тараса Шевченка» (1964).
Є автором брошури англійською мовою «Українська література і її натхненник Шевченко» (1949). Упорядник антології української поезії, в яку серед творів 102 поетів увійшло (повністю чи в уривках) і 29 Шевченкових. Написав до неї вступ, біографічні довідки про поетів, зокрема про Шевченка, примітки. Автор вступу і приміток до книжки «Поетичні твори» Шевченка (Торонто, 1964) — першого, майже повного «Кобзаря» англійською мовою. Переклади для антології і «Кобзаря» створив у співавторстві з Кірконеллом Ватсоном, для якого готував підрядники.

### Визнання
За значні наукові досягнення К. Андрусишина було обрано дійсним членом Наукового товариства ім. Т. Шевченка, а в 1964 р. він першим з українців став членом Королівського товариства Канади. Нагороджений Медаллю до 100-річчя Канади, Шевченківською медаллю.